# Batalla de Moutiers-les-Mauxfaits (19 d'abril 1794)
La batalla de Moutiers-les-Mauxfaits va tenir lloc durant la Revolta de La Vendée. El 19 d'abril de 1794, els Vendéans es van apoderar de la vila.

## La batalla
El 19 d'abril de 1794, els Vendéans manats per Charette van atacar la gran ciutat patriòtica de Moutiers-les-Mauxfaits, estalviada per les columnes infernals. Charette després d'haver promès el saqueig als seus homes abans de la batalla, la ciutat va ser assaltada i saquejada. Diversos residents són massacrats, dones violades; l'oficial de la Vendée Pierre-Suzanne Lucas de La Championnière va escriure a les seves memòries:"Molts dels nostres soldats s'havien convertit en llibertins, com som nosaltres de professió: les dones eren perseguides." En total, 80 soldats republicans van ser assassinats i 92 patriotes massacrats. Un cop presa, Moutiers-les-Mauxfaits va ser immediatament abandonada. El 19 d'abril de 1794, els Vendéans es van apoderar de la vila.
| «                                                       | La població de Moutiers-les-Mauxfaits es troba prop del Chemin des Sables a Luçon; aquest petit lloc estava ocupat per patriotes i algunes tropes i mai havia estat atacat. No sé qui va donar al General la idea de retirar-lo: s'hi va presentar i va trobar la resistència dels qui l'ocupaven molt més vigorosa del que els nombres haurien fet témer; No obstant això, la posició es va prendre, però vam perdre alguns valents, entre ells M. Renaud, el millor tirador de l'exèrcit. La hisenda del districte va ser saquejada; molts dels nostres soldats hi van fer fortuna. Diversos s'havien convertit en llibertins com un en la professió; les dones eren processades; una núvia, encara amb la roba de casament, va ser trobada en un camp veí; el seu marit acabava de morir en combat; només hauria perdut la seva desgràcia en caure en mans d'un conqueridor bàrbar; ella es va salvar. El senyor Charette no volia deixar més temps el seu exèrcit en un lloc on l'abundància de licors forts l'haurien privat més tard dels mitjans per treure'ls; va cridar les armes, tothom va creure que l'enemic tornava a la càrrega i ens vam posar al costat del General que va abandonar el lloc sense ni tan sols dedicar-nos a aconseguir els subministraments que ens eren tan necessaris. A finals del mateix mes, cerquem diverses vegades l'enemic sense poder arribar-hi; el poble d'Isereau a Vieillevigne, i altres a Touvois, es van trobar evacuats a la nostra arribada. En una batalla que va tenir lloc prop de Saint-André, el general va resultar ferit lleument a la cuixa." | » |
| — Mémoires de Pierre-Suzanne Lucas de La Championnière, | |   |